# Beșghioz
Besghioz (en rumano: Beșghioz; en gagauzo: Beşalma) es una comuna y pueblo de la unidad territorial autónoma de Gagaúzia, al sur de Moldavia.

## Toponimia
El nombre del asentamiento en otros idiomas de importancia en el asentamiento es Beshgioz (en ruso: Бешгиоз; en ucraniano: Бешгіоз).

## Geografía
Beshghioz se encuentra a orillas del río Lunga. 

## Historia
El pueblo fue fundado en 1820 por inmigrantes gagaúzos de los Balcanes. Según Konstantin Irecicek, el pueblo fue fundado por colonos búlgaros de Besarabia.

## Demografía
La evolución de la población de Besghioz entre 2004 y 2014 fue la siguiente:
| 3391                         | 3466 |
| (Fuente: Localitati Moldova) |      |

Según el censo de 2004, los gagaúzos representaban el 92,98% de la población; los rusos, el 2,24%; los búlgaros de Besarabia, el 1,95%; los rumanos, el 1,36%; y los ucranianos, el 1,03%.

## Personas destacadas
- Mihail Formuzal (1959): político moldavo de etnia gagaúza que es gobernadora de Gagaúzia entre 2006 y 2015.
- Viktor Yefteni (1973): deportista ucraniano que compitió en lucha libre y ganó cuatro medallas en el Campeonato Europeo de Lucha (1993-1996).